# Chūson-ji
Chūson-ji (jap. 中尊寺) – kompleks świątyń buddyjskich z ok. 1100 r., znajdujący się w Hiraizumi w (prefekturze Iwate), w północno-wschodniej części wyspy Honsiu (Honshū). Z dawnych budowli zachowały się m.in.: Konjiki-dō (Złoty Pawilon) oraz część Kyōzō (Pawilon Sutr). Początkowo miały być one poświęcone kultowi Buddy Amidy. Obecnie jest to główna świątynia buddyjskiej sekty Tendai w tym regionie Japonii.
W 2011 świątynia została wpisana na listę światowego dziedzictwa UNESCO jako jeden z obiektów Hiraizumi – świątynie, ogrody i stanowiska archeologiczne związane z buddyzmem Czystej Krainy.

## Historia
Sekta Tendai uważa, że kompleks Chūson-ji został wzniesiony przez ich kapłana Ennina około 850 roku. Brakuje na to jednak dowodów archeologicznych. Naukowcy twierdzą natomiast, że świątynie te zostały wybudowane w latach 1105–1126 z inicjatywy rodu Ōshū Fujiwara, północnej gałęzi potężnego rodu Fujiwara, ściśle związanego z dworem cesarskim.

## Konjiki-dō

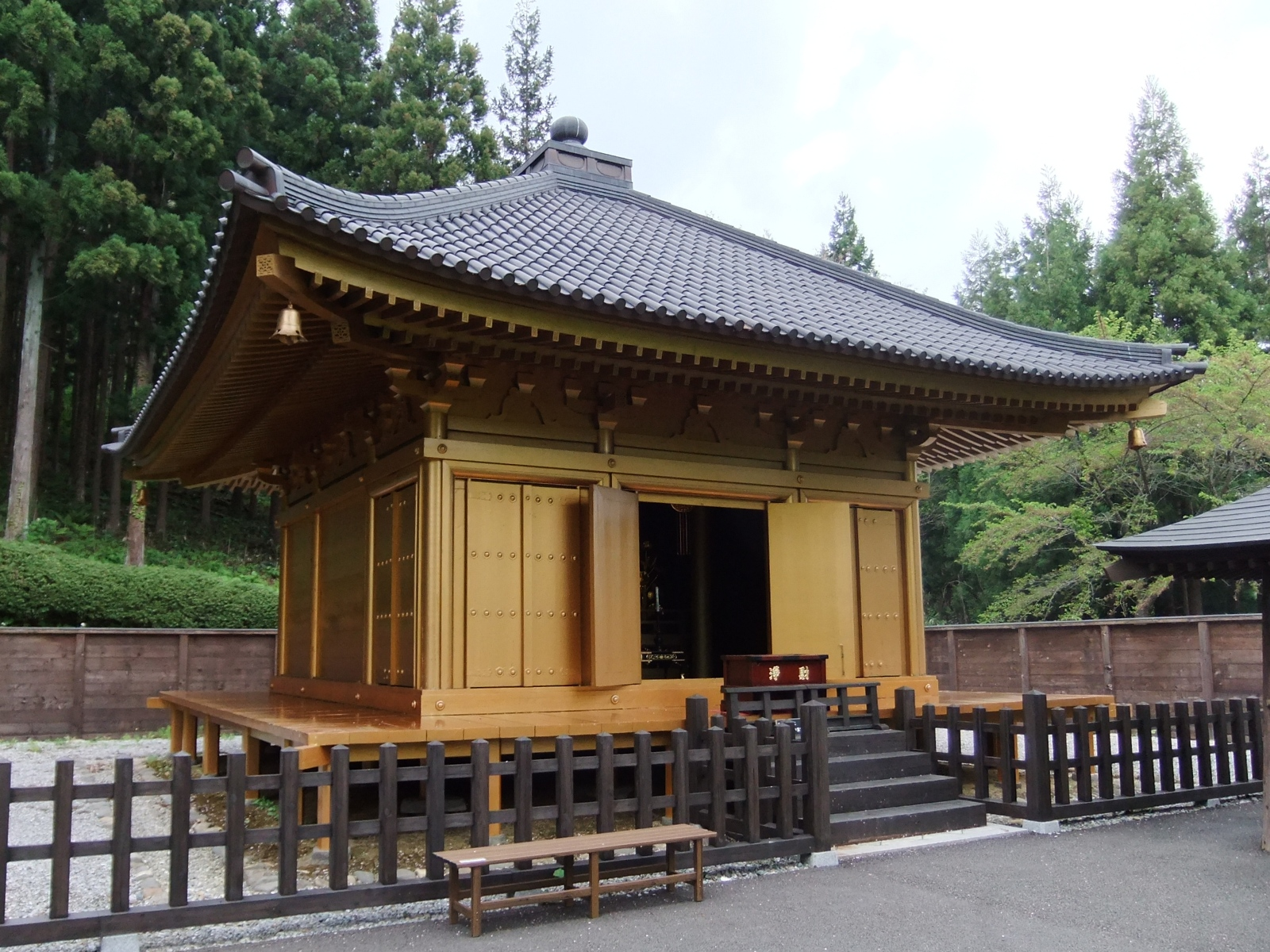
Złoty Pawilon Konjiki-dō

Złoty Pawilon (nie należy mylić ze świątynią Złotego Pawilonu Kinkaku-ji w Kioto) jest jednym z ocalałych budynków z okresu świetności rodu Ōshū Fujiwara. Budynek służył jako mauzoleum dla głów rodu. Jest wykonany z drewna, ozdobiony złotem, laką, złoconym brązem, macicą perłową i półszlachetnymi kamieniami. Wewnątrz, pośrodku znajduje się posąg Buddy Amidy. Po jego bokach rzeźby dwojga bosatsu: Kannon i Seishi (wszystkie trzy są skarbami narodowymi). Pod ołtarzami leżą zmumifikowane ciała protoplasty rodu Kiyohiry i jego trzech potomków. Posiada status skarbu narodowego Japonii. Z tego powodu otoczony jest betonowym murem, chroniącym budynek przed żywiołami. Z tego okresu zachował się jeszcze pawilon Kyōzō, uznany za ważny zabytek kultury.
Większość z pozostałych kilkunastu budynków pochodzi z okresu Edo (1603–1868). Cztery mają status ważnego zabytku kultury.
W obiekcie przechowuje się kilkadziesiąt rzeźb, obrazów, przedmiotów liturgicznych i woluminów sklasyfikowanych jako skarby narodowe lub ważne zabytki kultury.